# Paweł Felkner
Paweł Felkner (ros. Павел Иванович Фелькнер -Pawieł Iwanowicz Fielknier); niem. Paul Ivanowitsch von Völkner; ur. 1810 w Petersburgu, zm. 8 listopada 1862 w Warszawie) – rosyjski inspektor szkolny, rusyfikator oraz naczelnik III Oddziału Kancelarii Osobistej Jego Cesarskiej Mości w Warszawie. Zginął w zamachu, w czasie przygotowań do powstania styczniowego.

## Życiorys
Felkner pochodził z rosyjskiej rodziny szlacheckiej von Völkner. Ukończył szkołę artyleryjską w Petersburgu i służył jako oficer sztabu generalnego Cesarskiej Armii Rosyjskiej. Za udział w Bitwie Warszawskiej został odznaczony Orderem Świętego Włodzimierza. W 1836 roku porzucił służbę wojskową i kontynuował karierę urzędnika szkolnego w Królestwie Kongresowym. Objął stanowisko inspektora Szkoły Rejonowej w Lipnie, a w 1848 roku Szkoły Niemiecko-Rosyjskiej w Łodzi. W latach 1851–1861 pełnił funkcję inspektora w warszawskich szkołach podstawowych. W 1861 roku Felkner został naczelnikiem III Oddziału Kancelarii Osobistej Jego Cesarskiej Mości – carskiej tajnej policji. Wieczorem 8 listopada 1862 roku został zabity pod swoim domem, przez grupę likwidacyjną, dowodzoną przez Władysława Kotkowskiego.